# Nikole Tesle (Záhřeb)
Nikole Tesle je ulice v hlavním městě Chorvatska, Záhřebu. Stojí v centru města, kde směřuje západo-východním směrem. Spojuje Masarykovu ulici s parkem Zrinjevac. Je dlouhá 235 m. 

## Historie
Jedná se o jednu ze starších záhřebských ulic. Je zaznamenaná již na mapách druhého vojenského mapování z poloviny 19. století. Tehdy se zde nacházel jižní konec města. V 19. a na počátku 20. století byla známá jako Nikolićova ulice, pojmenovaná podle místního advokáta srbské národnosti.

## Doprava
Relativně málo rušná ulice je otevřená pro automobilovou dopravu. Ta probíhá v každém směru v jednom jízdním pruhu.

## Významné budovy
- Mediatéka Francouzského institutu
- Galerie Forum
- Konzulát republiky Finsko